# Hamilton Harty
Hamilton Harty (Hillsborough, 4 dicembre 1879 – Hove, 19 febbraio 1941) è stato un direttore d'orchestra, compositore, organista e pianista irlandese.
Dopo una carriera iniziale come organista in chiesa in Irlanda, Harty si trasferì a Londra all'età di 20 anni, diventando pianista.
Nella sua carriera come direttore d'orchestra, iniziata nel 1904, Harty fu particolarmente notato come interprete della musica di Berlioz. Dal 1920 al 1933 è stato il capo direttore dell'Orchestra Hall di Manchester. Il suo ultimo posto permanente è stato con la London Symphony Orchestra, ma durò solo due anni, dal 1932 al 1934. Durante la sua carriera diretta, Harty ha fatto alcune registrazioni con le sue orchestre. Poco dopo il suo licenziamento dalla LSO, Harty cominciò ad ammalarsi fino ad avere un tumore al cervello. Dopo l'intervento chirurgico, ha ripreso la sua carriera fino al 1940, ma il tumore è tornato a causare la sua morte all'età di 61 anni.

## Composizioni
Orchestra
- An Irish Symphony (1904, rev. 1915, 1924)
- A Comedy Overture (1906)
- Violin Concerto (1908)
- With the Wild Geese, symphonic poem (1910)
- Variations on a Dublin Air(1912)
- Fantasy Scenes from an Eastern Romance (1919)
- Piano Concerto in B Minor (1922)
- The Children of Lir (1938)

Arrangiamenti orchestrali di Handel
- Suite from the Water Music (Handel) (1922)
- Suite from Music for the Royal Fireworks (1924)
- Polonaise,  Op. 6. No. 3 (1932)
- Arietta and Passacaglia from Rodrigo (1932)
- Organ Concerto in D major (1934)
- Introduction and Rigaudon for orchestra (1935)

Altri arragiementi
- The Londonderry Air(1924)
- A John Field Suite (1939)

Musica da camera
- String Quartet in F major Op. 1 (c.1900)
- 2 Fantasiestücke Op. 3 for violin, cello, piano (c.1901)
- String Quartet in A minor Op. 5 (c.1902)
- Fantasia for two pianos Op. 6 (1902)
- Romance and Scherzo Op. 8 for cello and piano (1903)
- Idyl: Arlequin et Colombine Op. 10 for piano (1904)
- Irish Fancies for piano (c.1904)
- Piano Quintet in F major Op. 12 (c.1904)
- Two Pieces for cello and piano: 1. Waldesstille; 2. Der Schmetterling (1907)
- À la Campagne (1911)
- Chansonette (1911)
- Orientale (1911)
- Irish Fantasy (1912)
- Spring Fancies (1915)
- In Ireland(1918)
- Suite for Cello and Piano (1928)

Carillon
- A Little Fantasy and Fugue (1934)

Canzoni
- Across the Door (Pádraic Colum) (1913)
- Antrim and Donegal (Moira O'Neill, Elizabeth Shane), four songs (1926)
- Bonfires (W.L. Bultitaft) (1905)
- By the Bivouac's Fitful Flame (Walt Whitman) (1912)
- Come, O Come, My Life's Delight (Thomas Campion) (1907)
- A Cradle Song (P. Colum) (1913)
- The Devon Maid (John Keats) (1913)
- A Drover (P. Colum) (1913)
- Five Irish Poems: A Mayo Love Song (Alice Milligan), At Easter (Helen Lanyon), The Sailor Man (M. O'Neill), Denny's Daughter (M. O'Neill), The Fiddler of Dooney (William Butler Yeats)  (1938)
- An Irish Love Song (Katherine Tynan) (1908)
- Lane o' the Thrushes (Cathal O'Byrne) (1907)
- The Mystic Trumpeter (W. Whitman) for baritone, chorus and orchestra (1913)
- Now is the Month of Maying (anon.) (1907)
- Ode to a Nightingale (J. Keats) for soprano and orchestra (1907)
- The Ould Lad (M. O'Neill) (1906)
- The Rachray Man (M. O'Neill) (1913)
- A Rann of Wandering (P. Colum) (1914)
- Rose Madness (W.L. Bultitaft) (1903)
- Scythe Song (Riccardo Stephens) (1910)
- The Sea Gipsy (Richard Hovey) (1912)
- Sea-Wrack (M. O'Neill) (1905)
- The Song of Glen Dun (M. O'Neill) (1902)
- Song of the Constant Lover (John Suckling) (1909)
- Song of the Three Mariners (anon.) (1907)
- The Splendour Falls (Alfred Tennyson) part-song (1901)
- The Stranger's Grave (Emily Lawless) (1913)
- Tell Me Not, Sweet, I am Unkind (Richard Lovelace) (1909)
- Three Flower Songs Op. 13: Poppies, Mignonette, Gorse (1906)
- To the King (R. Stephens) w/ organ obbligato (1911)
- The Wake Feast (A. Milligan) (1914)
- When Summer Comes (Harold Simpson) (1909)
- Your Hand in Mine, Beloved (H. Simpson) (1908)

Canti tradizionali
- Colleen's Wedding Song (Patrick Weston Joyce) (1905)
- Six Songs of Ireland Op. 18: Lookin' Back (M. O'Neill), Dreaming (Cahir Healy), Lullaby (C. O'Byrne), Grace for Light (M. O'Neill), Flame in the Skies (Lizzie Twigg), At Sea (M. O'Neill) (1908)
- Three Irish Folk Songs (P.W. Joyce): The Lowlands of Holland, The Fairy King's Courtship, The Game Played in Erin-go-Bragh (1929)
- Three Traditional Ulster Airs (Seosamh MacCathmhaoil): The Blue Hills of Antrim, My Lagan Love, Black Sheela of the Silver Eye (1905)